# Kroniek van Froissart

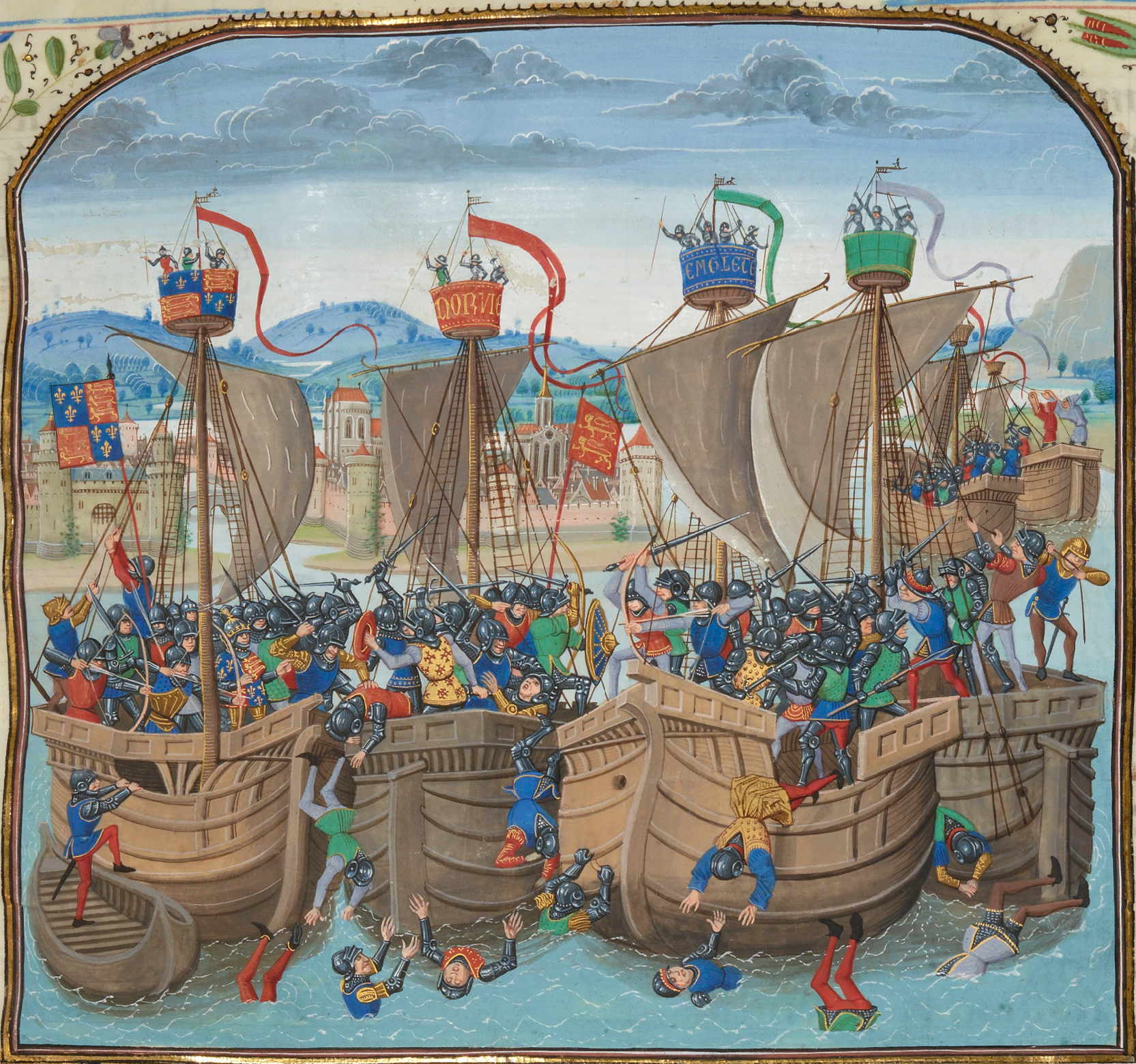
Slag bij Sluis in het Gruuthusehandschrift

De Kroniek van Froissart of de Chroniques de France, d’Angleterre et des païs voisins is een geschiedkundige kroniek geschreven in proza door Jean Froissart tussen 1370 en 1400, die daarna onophoudelijk bewerkt en aangevuld werd. Het werk behandelt de geschiedenis van Europa tussen 1327 en 1410 met de focus op de Honderdjarige Oorlog tussen Frankrijk en Engeland. De geschiedenis van andere landen en streken werd ook behandeld maar vooral in verband met de allianties rond Engeland en Frankrijk. Het originele werk begon bij de kroning van Eduard III van Engeland en eindigde met de dood van diens kleinzoon Richard II.
De kroniek is gebaseerd op eerdere kronieken zoals “Les grandes chroniques de France” en de “Chronique de Flandre” en getuigenverslagen van tijdgenoten, prinsen, heren, ridders, prelaten, die deelnamen aan de beschreven evenementen of bevoorrechte getuigen ervan waren.

## Redactie
Het originele werk telde bijna 1,5 miljoen woorden. Nadien heeft Engelram van Monstrelet het werk uitgebreid met de geschiedenis tot 1440. Het kwam dus niet op enkele weken tot stand. Hieronder een overzicht van de ontstaansgeschiedenis en de inhoud zoals beschreven op de website van Arlima.
- Boek 1, 1370-1373, in opdracht van Robert van Namen
  - Beschrijving van de politieke en militaire gebeurtenissen van 1325 tot 1369 of 1372-1379 afhankelijk van de versie. Froissart behandelde in dit deel onder andere:
    - de zaak Guyenne betreffende de soevereiniteit over dat gebied,
    - de oorlog tijdens de regering van Karel V van Frankrijk,
    - de regeringsperiode van Eduard II,
    - de tweede onafhankelijkheidsoorlog tussen Engeland en Schotland (1332-1357),
    - het aantreden van Eduard III,
    - Slag bij Crécy,
    - De Burgers van Calais,
    - De eerste burgeroorlog in Castilië 1366-1367.
- Boek 2, 1383-1387, Guy II de Châtillon, comte de Blois († 1397)
  - Beschrijving van de gebeurtenissen van 1377-1386 met onder meer:
    - het Westers Schisma,
    - de dood van Karel V en het aantreden van Karel VI
    - Engelse Boerenopstand
    - Gentse Opstand (1379-1385) met de Slag op het Beverhoutsveld en de Slag bij Westrozebeke
    - Huwelijk van Karel VI van Frankrijk met Isabella van Beieren in 1385.

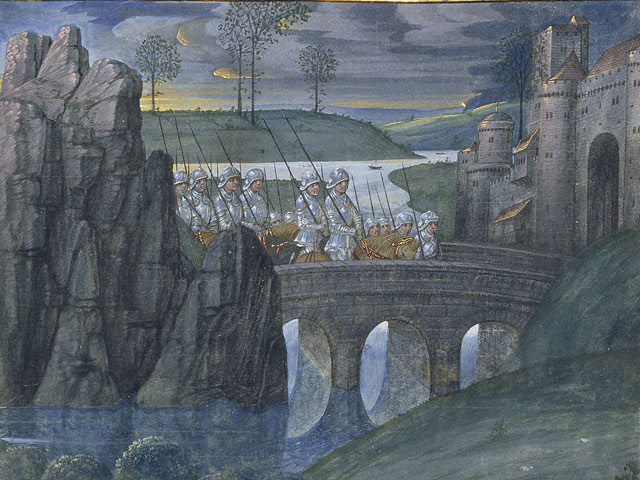
Brabantse troepen trekken in 1388 Ravenstein binnen langs de brug over de Maas (Ms. Ludwig XIII 7, fol. 318

- Boek 3, 1389-1932, Guy II de Châtillon, comte de Blois († 1397)
  - De gebeurtenissen van 1383-1389 met de beschrijving van:
    - zijn reis doorheen Frankrijk en in het bijzonder naar Béarn, die Froissart maakte om getuigenissen te verzamelen voor zijn werk. Daarna reisde hij door naar Orthez en verbleef tijdens de winter van 1388-1389 aan het hof van de graaf van Foix, Gaston Phoebus. In dit boek beschrijft hij verder ook de oorlog tussen Castilië en Portugal.
- Boek 4, 1390-1405(?), Guy II de Châtillon, comte de Blois († 1397)
  - Verhaalt de gebeurtenissen tussen 1389 en de dood van Richard II in 1400 met onder meer:
    - de intrede van Isabella van Beieren in Parijs,
    - de waanzinsaanvallen van Karel VI,
    - Pierre de Craon,
    - de dood van de graaf van Foix,
    - de regering van Richard II en het verslag van Froissarts laatste reis naar Engeland.

## Verspreiding
Het werk is geschreven in een levendige stijl met tal van anekdotes over de aristocratische wereld, de toernooien, de luisterrijke blijde inkomsten en dergelijke meer. Het werk was in eerste instantie bedoeld voor een Engels-Vlaams publiek, Froissart begon aan het werk in opdracht van Robert van Namen. Het duurde tot de tweede helft van de vijftiende eeuw voor het ook in Frankrijk verspreid raakte.
De kroniek van Froissart kende een opmerkelijke heropleving in de jaren 1460-1480. Er werden twee volledige exemplaren geschreven, een voor Antoon van Bourgondië in 1468 en het andere voor Lodewijk van Gruuthuse in het midden van de jaren 1470. Een derde volledige exemplaar voor de Librije van Bourgondië kwam tot stand omstreeks 1480 en een vierde werd gemaakt voor Thomas Thwaytes de Chancellor of the Exchequer van Eduard IV van Engeland. Ook Filips van Komen liet nog een kopie maken van het vierde boek van de kronieken. Al deze kopieën uit de 15e eeuw waren luxueuze boeken die uitbundig versierd werden.
De kroniek is bewaard in meer dan 150 handschriften, dikwijls rijkelijk verlucht. Een van de meest befaamde is het Manuscript van Lodewijk van Gruuthuse (zie hoger) nu bewaard in de Bibliothèque nationale de France als, Manuscrits, Fr. 2643, het bevat 112 miniaturen, waarvan een zestigtal in boek 1 en 2 van de hand van Loyset Liédet.
In  1859 verscheen een Engelse bewerking van deze kroniek van de hand van William Harrison Ainsworth.
Tussen 2001 en 2007 werd het werk opnieuw uitgegeven onder redactie van Peter F. Ainsworth.